# Коленці
Коле́нці — село в Україні, у Іванківській селищній громаді Вишгородського району Київської області. Населення становить 486 осіб.
- Село розташоване за 6 кілометрів від Іванкова на правому березі річки Тетерів.

## Відомі особистості
- Толочин Яків Гнатович (01.08.1913 — 27.10.1941) — перший секретар райкому партії (1941), очолював партизанський загін, перший секретар підпільного комітету Іванківського районного комітету компартії України, нагороджений орденом Червоної Зірки (1943, посмертно), медаллю «Партизан Великої Вітчизняної війни» І ступеня (1946,посмертно). Уродженець села.

## Історія
Фундуклей І.І у своїй книзі "Статистическое описание Киевской губернии" 1852 р. описує:  в селі Коленці, що належить графу Браницькому (Костянтину?) будуються байдаки та берлінки. Потім їх сплавляють до Дніпра і там навантажують. Діє переправа через річку Тетерів. 
7 (20) листопада 1917 року, відповідно до Третього Універсалу Української Центральної Ради, увійшло до складу Української Народної Республіки. 
Петро Зайченко піонер учасник партизанського загону Перминова https://web.archive.org/web/20190212070519/http://flibusta.site/b/518327/read
12 червня 2020 року, відповідно до розпорядження Кабінету Міністрів України № 715-р «Про визначення адміністративних центрів та затвердження територій територіальних громад Київської області», увійшло до складу Іванківської селищної територіальної громади.
19 липня 2020 року, в результаті адміністративно-територіальної реформи та ліквідації Іванківського району, село увійшло до складу новоутвореного Вишгородського району.
З кінця лютого до 1 квітня 2022 року під час російсько-української війни село було окуповане російськими військами.

## Пам'ятки
У селі є дерев'яна церква Косми та Дам'яна (1752).